# 6531 Subashiri
6531 Subashiri هو كويكب، يقع ضمن حزام الكويكبات. اكتشف في 28 ديسمبر 1994. وقد اكتشفه تاكاو كوباياشي.

## روابط خارجية
- 6531 Subashiri في قاعدة بيانات مختبر الدفع النفاث لأجرام النظام الشمسي الصغيرة

- الاكتشاف · مخطط المدار ·  العناصر المدارية · المعلمات المادية

- 6531 Subashiri على موقع ويكي سكاي: DSS2, SDSS, GALEX, IRAS, Hydrogen α, X-Ray, Astrophoto, Sky Map, Articles and images